# Aphria georgiana
Aphria georgiana är en tvåvingeart som beskrevs av Townsend 1908. Aphria georgiana ingår i släktet Aphria och familjen parasitflugor. Inga underarter finns listade i Catalogue of Life.